# Bronius Bradauskas
Bronius Bradauskas (ur. 20 lutego 1944 w m. Siesikai koło Wiłkomierza) – litewski ekonomista i polityk, od 1994 do 1996 minister środowiska, poseł na Sejm Republiki Litewskiej.

## Życiorys
Po ukończeniu szkoły średniej w rodzinnych Siesikach studiował na Wydziale Ekonomii Uniwersytetu Wileńskiego, gdzie w 1966 uzyskał tytuł zawodowy magistra. Naukę kontynuował w Wyższej Szkole Partyjnej przy KC KPZR w Leningradzie (do 1981).
Od 1966 pracował w wydziałach finansowych Wilna i rejonu wileńskiego. Od 1976 do 1989 pełnił funkcję przewodniczącego wileńskiego rejonowego komitetu wykonawczego oraz przewodniczącego rejonowej komisji planowania.
Po odzyskaniu przez Litwę niepodległości związał się z Litewską Demokratyczną Partią Pracy, z ramienia której sprawował w latach 1994–1996 urząd ministra ochrony środowiska. Po rozstaniu się z polityką pracował jako dyrektor spółki "Lamatinas" oraz działu importu i eksportu przedsiębiorstwa "Šaldytuvų ūkis".
W 2000 został wybrany na posła do Sejmu z ramienia socjaldemokratycznej koalicji Algirdasa Brazauskasa. Na skutek zjednoczenia się głównych partii tego obozu został członkiem Litewskiej Partii Socjaldemokratycznej. Po raz kolejny mandat uzyskał w 2004. W wyborach z 2008 trzeci raz dostał się do parlamentu, pokonując w II turze Kazimierasa Uokę w okręgu Koszedary-Elektreny. W 2012 również uzyskał reelekcję. W Sejmie zasiadał do 2016, gdy nie został ponownie wybrany. Powrócił jednak do parlamentu w trakcie kadencji w 2019.